# Лёгкая атлетика на летних Олимпийских играх 1900 — бег на 200 метров с барьерами
Соревнования по бегу на 200 метров с барьерами среди мужчин на летних Олимпийских играх 1900 прошли 16 июля. Приняли участие 11 спортсменов из пяти стран.

## Призёры
| Золото              | Серебро              | Бронза             |
| Элвин Крэнцлайн США | Норман Причард Индия | Джон Тьюксбери США |

## Соревнование

### Предварительные забеги
| Место | Спортсмен               | Результат  |
| ----- | ----------------------- | ---------- |
| 1     | Элвин Крэнцлайн (USA)   | 27,0 с OR  |
| 2     | Эжен Шосель (FRA)       | Неизвестен |
| 3     | Фредерик Молони (USA)   | Неизвестен |
| 4     | Уильям Реммингтон (USA) | Неизвестен |
| 5     | Густаф Рау (GER)        | Неизвестен |

| Место | Спортсмен               | Результат  |
| ----- | ----------------------- | ---------- |
| 1     | Норман Причард (IND)    | 26,8 с OR  |
| 2     | Джон Тьюксбери (USA)    | Неизвестен |
| 3     | Таддеус Мак-Клейн (USA) | Неизвестен |
| 4     | Анри Тозен (FRA)        | Неизвестен |
| 5     | Уильям Льюис (USA)      | Неизвестен |
| 6     | Золтан Спедл (HUN)      | Неизвестен |

### Финал
| Место | Спортсмен             | Результат  |
| ----- | --------------------- | ---------- |
| 1     | Элвин Крэнцлайн (USA) | 25,4 с OR  |
| 2     | Норман Причард (IND)  | Неизвестен |
| 3     | Джон Тьюксбери (USA)  | Неизвестен |
| 4     | Эжен Шосель (FRA)     | Неизвестен |